# ليوني فرايدا
ليوني فرايدا (بالإنجليزية: Leonie Frieda)‏ هي كاتبة سير ومترجمة وكاتِبة بريطانية، ولدت في 1956.

## وصلات خارجية
- ليوني فرايدا على موقع IMDb (الإنجليزية)